# Castles in the Sky
Castles in the Sky is een Engelstalige single van de Belgische band Ian Van Dahl uit 2000.
De single bevatte daarnaast een "remix" van Peter Luts.
Het liedje verscheen op hun album Ace uit 2002.
Het nummer werd een grote hit in tal van landen en bereikte in onder meer het Verenigd Koninkrijk de derde plaats in de UK Singles Chart, en werd Dancesmash en de 28e positie in Top 40 op Radio 538.

## Meewerkende artiesten
Producer: 
- Christophe Chantzis
- Eric Vanspauwen

Muzikanten:
- Martine Theeuwen (zang)

Remix:
- Peter Luts